# Wheaton (Kansas)
Wheaton es una ciudad ubicada en el condado de Pottawatomie el estado estadounidense de Kansas. En el año 2010 tenía una población de 95 habitantes y una densidad poblacional de 237,5 personas por km².

## Geografía
Wheaton se encuentra ubicada en las coordenadas 39°30′8″N 96°19′4″O / 39.50222, -96.31778 (39.502313, -96.317779).

## Demografía
Según la Oficina del Censo en 2000 los ingresos medios por hogar en la localidad eran de $26,500 y los ingresos medios por familia eran $28,750. Los hombres tenían unos ingresos medios de $17,917 frente a los $18,750 para las mujeres. La renta per cápita para la localidad era de $9,402. Alrededor del 38.4% de la población estaban por debajo del umbral de pobreza.